# Asunbul
Asunbul (arab. اسنبل) – miejscowość w Syrii, w muhafazie Aleppo. W 2004 roku liczyła 1003 mieszkańców.